# Ото I фон Ортенбург
Ото I фон Ортенбург (на немски: Otto I von Ortenburg; * ок. 1088/1090; † 1147) от баварския благороднически род Хиршберг е граф в Лурнгау и на Ортенбург в Каринтия.

## Биография
Той е син на граф Адалберт I фон Ортенбург (* 1055; † август 1096) и съпругата му Берта фон Дисен (* 1060 † август 1096), дъщеря на граф Ото I фон Дисен († ок. 1065). Внук е на Алтман граф при Фрайзинг († 1039/1047).
Ото I е споменаван често в документи през 1124 и 1147 г. През 1140 г. той завършва строежа на замък Ортенбург, започнат 1090 г. от баща му.

## Фамилия
Ото I фон Ортенбург се жени за Агнес фон Ауершперг (* 1101; † 1178) и има децата:
- Хайнрих I фон Ортенбург († 1192)
- Ото II фон Ортенбург (* 1120; † сл. 1197 в кръстоносен поход в Палестина), граф на Ортенбург, женен за Бригита фон Ортенбург, дъщеря на граф Рапото I фон Ортенбург († август 1190) и е баща на Улрих фон Ортенбург, епископ на Гурк († 14 септември 1253)
- Херман фон Ортенбург († сл. 2 юли 1200), провост и архдякон в „Карния“ =Карниола/Крайна?
- Гертруд фон Ортенбург († сл. 1189), абатиса на „Св. Георг“ на Ленгзе
- дъщеря фон Ортенбург, омъжена за граф Бертхолд I фон Тирол († 1180)